# Frederic Hale Parkhurst
Frederic Hale Parkhurst, född 5 november 1864 i Bangor, Maine, död 31 januari 1921 i Augusta, Maine, var en amerikansk republikansk politiker. Han var Maines guvernör från 5 januari 1921 fram till sin död.
Parkhurst gifte sig 21 september 1887 med Marie J. Reid och år 1911 gifte han sig för andra gången med Dorothy Woodman. Det första äktenskapet slutade år 1898 i skilsmässa. Parkhurst avlade juristexamen vid Columbian Law School i Washington, D.C. Därefter inledde han sin karriär som advokat i Maine men bytte sedan karriär för att driva familjeföretaget tillsammans med fadern. I Maines representanthus satt han 1895–1896 och 1899–1902. Han var ledamot av Maines senat 1907–1908.
Parkhurst efterträdde 1921 Carl E. Milliken som guvernör och avled senare samma år i ämbetet. Percival Proctor Baxter tillträdde därefter som guvernör.